# 간자키역 (사가현)
간자키역(일본어: 神埼駅)은 일본 사가현 간자키시에 있는 규슈 여객철도 나가사키 본선의 역이다. 단선과 섬식 승강장 2면 3선의 승강장을 두루 갖춘 지상역이다. 야요이 시대의 '고상식 창고'를 이미지 한 디자인의 교상역사를 갖춘다.

## 역 주변
- 간자키 시청
- 국도 제34호선
- 간자키 온천
- 산아이 석유 사가 영업소
- 야쿠르트 혼샤 사가 공장

## 역사
- 1891년 8월 20일 : 규슈 철도의 간자키역(일본어: 神崎駅)으로서 개업.
- 1907년 11월 1일 : 간자키역(일본어: 神埼駅)으로 개칭.
- 1945년 5월 1일 : 히젠칸자키역(일본어: 肥前神埼駅)으로 개칭.
- 1956년 4월 10일 : 다시 간자키역(일본어: 神埼駅)으로 개칭.
- 1987년 4월 1일 : 규슈 여객철도, 일본화물철도로 이관.
- 2009년 3월 1일 : IC 카드 SUGOCA의 이용을 개시.

## 인접정차역
| 규슈 여객철도 ■ 나가사키 본선 | 규슈 여객철도 ■ 나가사키 본선 | 규슈 여객철도 ■ 나가사키 본선 |
| ----------------------------- | ----------------------------- | ----------------------------- |
| 요시노가리코엔 도스 방면      |                               | 이가야 나가사키 방면          |